# 柄叶鳞毛蕨
柄叶鳞毛蕨（学名：Dryopteris podophylla），为鳞毛蕨科鳞毛蕨属下的一个植物种。